# Strumiany, Zachodniopomorskie
Strumiany [struˈmjanɨ] (tiếng Đức: Karlsbach)  là một ngôi làng thuộc khu hành chính của Gmina Stargard, thuộc huyện Stargardzki, Zachodniopomorskie, ở phía tây bắc Ba Lan. Nó nằm khoảng 15 kilômét (9 mi) phía tây bắc của Stargard và 20 km (12 mi) về phía đông của thủ đô khu vực Szczecin.
Trước năm 1945, khu vực này là một phần của Đức. Đối với lịch sử của khu vực, xem Lịch sử của Pomerania.
Làng có dân số 64 người.